# 9-та армія (США)

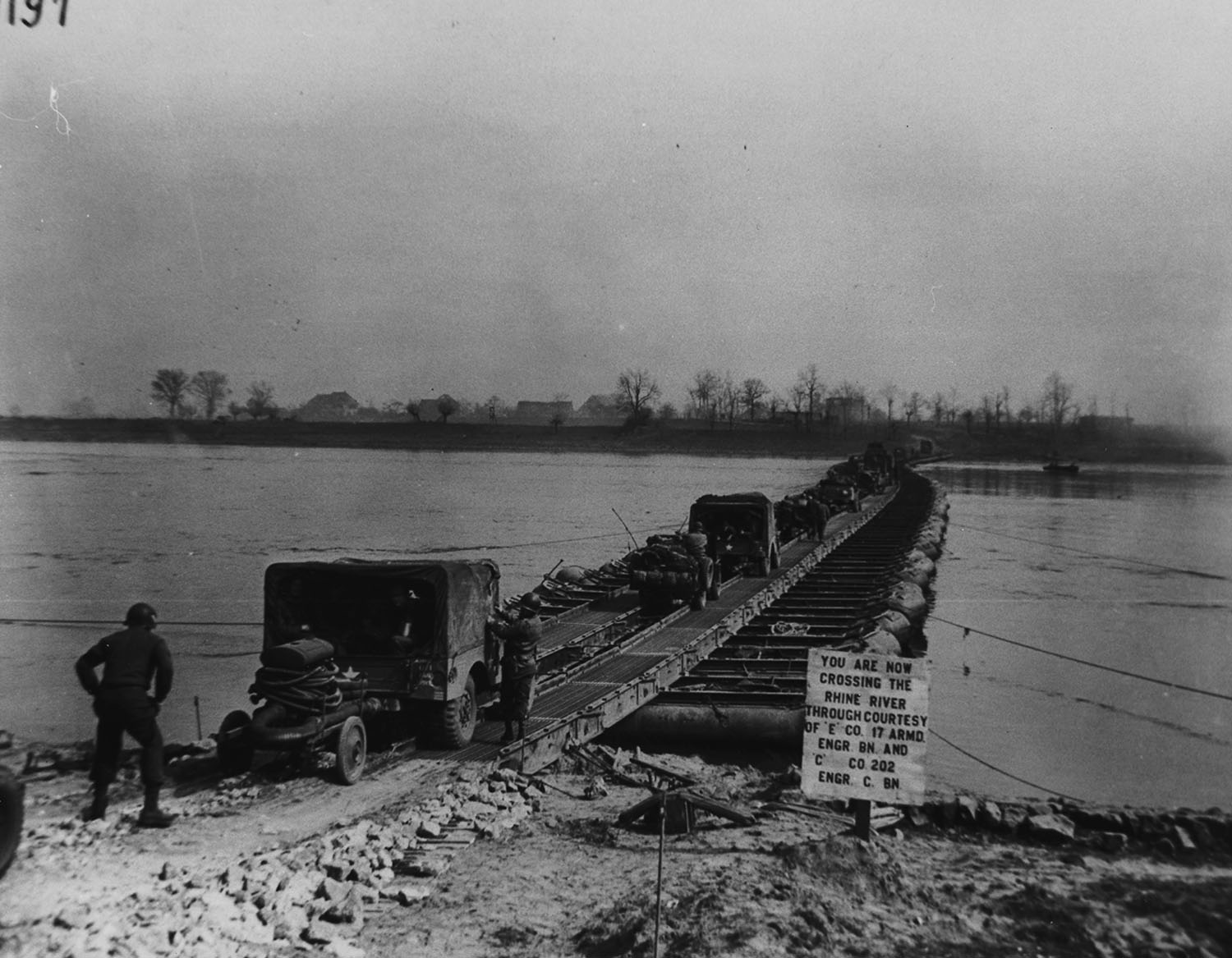
Підрозділи 9-ї американської армії на бронеавтомобілях М2 долають річку Рейн за допомогою військового понтонного мосту з човнів. (1945)

9-та а́рмія США (англ. Ninth United States Army) — військове об'єднання армії США, польова армія Збройних сил США часів Другої світової війни. За станом на 2016 рік армія становить основний кістяк Африканського Командування Збройних сил США й дислокується в Казарма Едерле, Віченца, Італія.
Під час Другої світової війни армія була одним з основних ударних об'єднань американських сухопутних військ, що діяло у Північно-західній Європі в 1944—1945 роках. На час формування армії вона носила номер 8-ма, однак вже на території Британських островів її перейменували на 9-ту, щоб запобігти плутанини з 8-ю британською армією, котра билася у Північній Африці, а згодом в Італії.

## Історія
Після формування, армія була перекинута до Європи, а на континент потрапили 5 вересня 1944 року, висадивши свої війська. Узяла участь у розгромі німецького гарнізону, що виявився запертим союзниками у французькому порту Брест. Через 15 діб німці капітулювали, й 9-ту армію відправили на Західний фронт, де її частини зайняли рубежі між 3-ю та 1-ю американськими арміями.
У листопаді-грудні билася на північному фланзі 12-ї групи армій. Брала участь у битві в Арденнах. Наприкінці лютого 1945 року армія залучалася до проведення операції «Гренейд», де у взаємодії з 1-ю канадською армією громила німецький Вермахт на шляху до Рейну. 10 березня підрозділи армії вийшли на берег річки, а 20 числа її передові підрозділи форсували Рейн. У наслідок успішного наступу союзних військ в оточенні виявилися головні сили німецької групи армій «B» генерал-фельдмаршала В.Моделя.
2 травня 1945 року американські війська 9-ї та 15-ї армії вийшли на рубіж розмежування з радянськими військами та припинили наступальну операцію в Європі.

## Бойовий склад 9-ї армії
- XIII-й корпус;
  - 7-ма бронетанкова дивізія;
  - 84-та піхотна дивізія;
  - 102-га піхотна дивізія;
- XVI-й корпус;
  - 75-та піхотна дивізія;
- XIX-й корпус;
  - 2-га бронетанкова дивізія;
  - 29-та піхотна дивізія;
  - 30-та піхотна дивізія;